# (5843) 1986 UG
(5843) 1986 UG es un asteroide perteneciente al cinturón de asteroides, región del sistema solar que se encuentra entre las órbitas de Marte y Júpiter, descubierto el 30 de octubre de 1986 por Kenzo Suzuki y el también astrónomo Takeshi Urata desde el Toyota Observatory, Japón.

## Designación y nombre
Designado provisionalmente como 1986 UG. 

## Características orbitales
1986 UG está situado a una distancia media del Sol de 2,210 ua, pudiendo alejarse hasta 2,535 ua y acercarse hasta 1,885 ua. Su excentricidad es 0,146 y la inclinación orbital 2,389 grados. Emplea 1200,35 días en completar una órbita alrededor del Sol.

## Características físicas
La magnitud absoluta de 1986 UG es 14,5. Tiene 3,409 km de diámetro y su albedo se estima en 0,341. 